# 羚羊5號
羚羊5號（或UK 5）是英國和美國合作專門在 X射線波段觀測天空，並共同使用的太空望遠鏡。它於1974年10月15日從印度洋的聖馬可平台發射，一直運行到1980年。這是作為羚羊專案的一部分發射的倒數第二顆衛星。

## 背景
羚羊5號號是英美聯合羚羊專案的第五顆也是倒數第二顆衛星。這是該系列中第三顆完全在英國建造的衛星。它在發射前被命名為UK 5，發射成功後更名為羚羊5號。
1967年5月，英國和美國在羚羊3號發射時首次討論了羚羊5號的計畫。科學研究委員會（SRC）在6月發佈了一份實驗需求的提案，並於1968年7月正式向美國國家航空暨太空總數提出。

## 衛星設計

### 發展
1969年，朴茨茅斯的馬可尼太空與防禦系統（MSDS）被選為主承包商。SRC選擇MSDS Frimley作為姿態控制系統（ACS），選擇MSDS Stanmore作為核心倉庫。
為了看看偵查兵火箭的隔熱罩是否可以擴大，以適應此次任務更大的實驗艙。設計了一個更大的隔熱罩，進行了這項研究，讓美國進行了一次實驗和英國進行了五次實驗。

### 活動
羚羊5號旋轉穩定。這顆衛星改進了羚羊4號的姿態控制sfn|Dalziel|1979|p=413}}。它使用液體丙烷，通過減壓閥膨脹，並以散裝儲罐溫度加熱。
電力來自安裝在環繞太空船周長7/8的太陽能電池，並以3.0 Ah的鎳鎘電池儲存。

### 感測器
全天空監視器（ASM）是兩個一維針孔相機，衛星每次旋轉都會掃描大部分天空。角分辯率為10°×10°，有效面積為3平方（0.465平方英寸），帶通為3-6 keV。ASM設計用於滿足2（4.4英磅）、每秒1比特和1 W的資源預算。
巡天儀器（SSI）的角分辯率為0.75×10.6°，有效面積為290平方（45平方英寸），帶通為2–20keV。

## 任務

### 發射
發射行動耗時六週，從古皮號從索尼島（Thorney Island）起飛開始。該衛星於1974年10月15日從肯雅海岸外印度洋的聖馬可平台發射。

### 操作
衛星由阿爾普頓實驗室（英語：Appleton Lab.）的任務控制中心操作。它以每分鐘超過10轉的速度旋轉。羚羊5號 一直運營至1980年。

## 成果
在發射後的四年內發表了100多篇科學論文

## 註解
1. ↑  . NASA Space Science Data Coordinated Archive.   [8 March 2020]. （原始内容存档于2023-12-11）.
2. 1 2  . NASA.   [2008-03-03]. （原始内容存档于27 December 2013）.
3. 1 2  Krebs, Gunter. . Gunter's Space Page.   [8 March 2020]. （原始内容存档于2024-01-24）.
4. 1 2 3  Smith & Courtier 1976，第422頁.
5. ↑  Smith & Courtier 1976，第421頁.
6. 1 2  Smith & Courtier 1976，第429頁.
7. 1 2 3  Priedhorsky WC; Holt SS. . Space Sci Rev. 1987, 45 (3–4): 291–348. Bibcode:1987SSRv...45..291P. S2CID 120443194. doi:10.1007/BF00171997.
8. ↑  Smith & Courtier 1976，第428頁.
9. ↑  . Grand Prairie Daily News (Grand Prairie, Texas). 18 October 1974: 8  [2024-01-24]. （原始内容存档于2023-03-09） –Newspapers.com.
10. 1 2  . NASA Space Science Data Coordinated Archive.   [9 March 2020]. （原始内容存档于2023-09-26）.
11. ↑  Harvey 2003，第99頁.

## 進階讀物
- Sanford, P. W.; Ives, J. C. . Proceedings of the Royal Society of London. Series A, Mathematical and Physical Sciences. 1976, 350 (1663): 491–503. Bibcode:1976RSPSA.350..491S. ISSN 0080-4630. JSTOR 78984. S2CID 83270830. doi:10.1098/rspa.1976.0120.